# Zygonoides lachesis
Zygonoides lachesis – gatunek ważki z rodziny ważkowatych (Libellulidae).